# Cathédrale Saint-Sébastien de Magdebourg
Pour les articles homonymes, voir Cathédrale Saint-Sébastien.

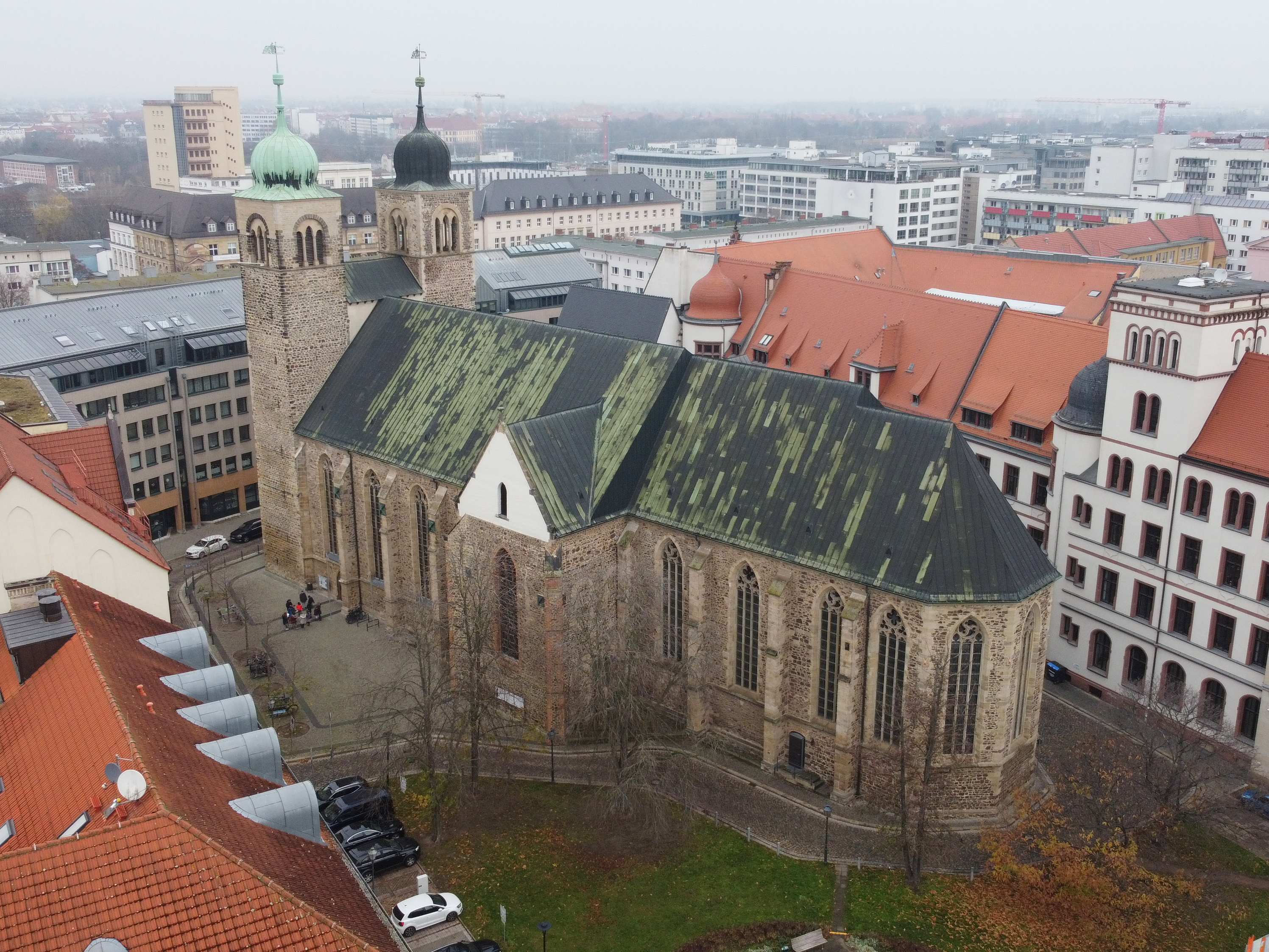
Cathédrale Saint-Sébastien

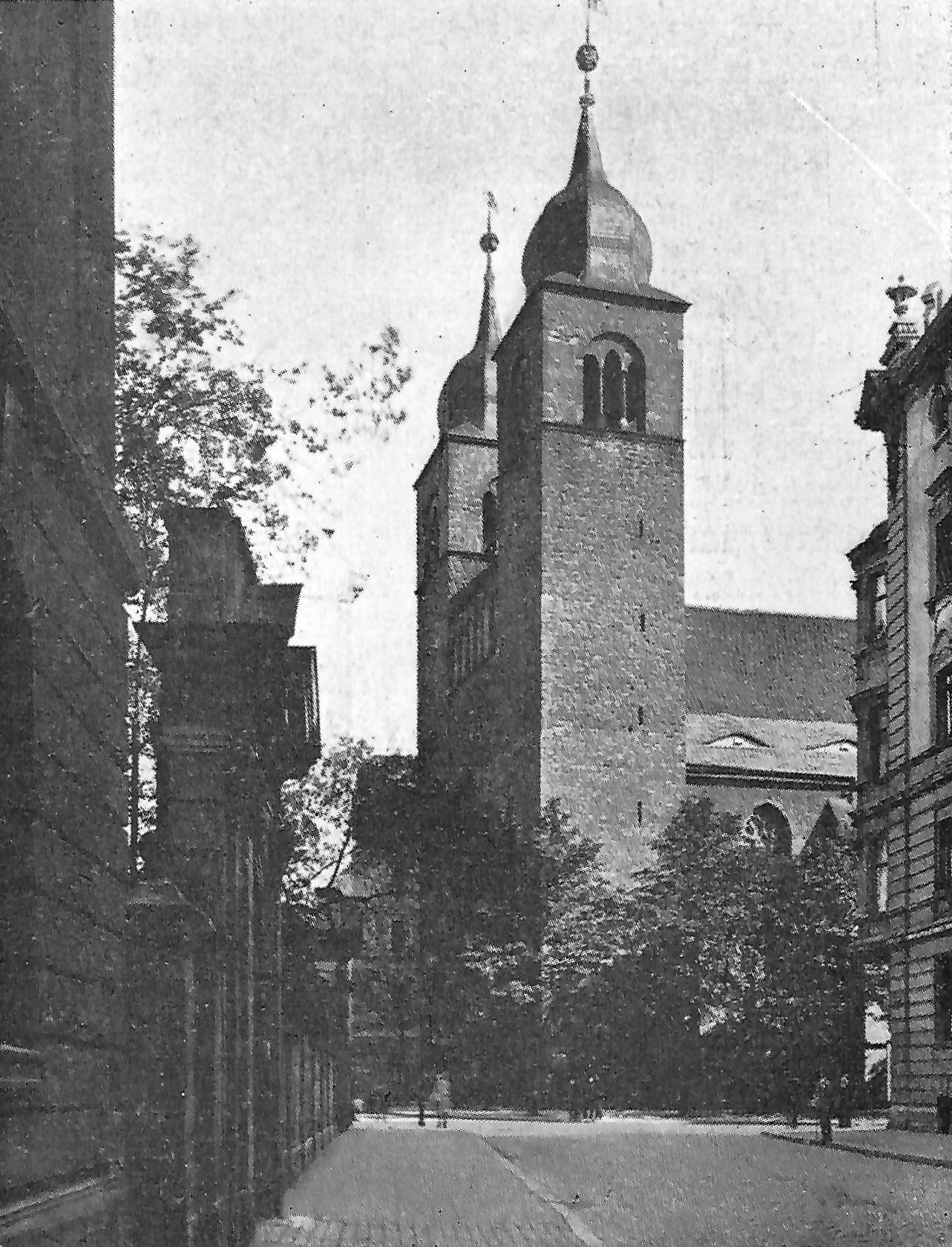
Vue du sud dans les années 1920

La cathédrale Saint-Sébastien de Magdebourg est l'église cathédrale catholique romaine du diocèse de Magdebourg. Elle fait partie de la Route de l'art roman. Le patron de l'église est Saint Sébastien.

## Histoire du bâtiment

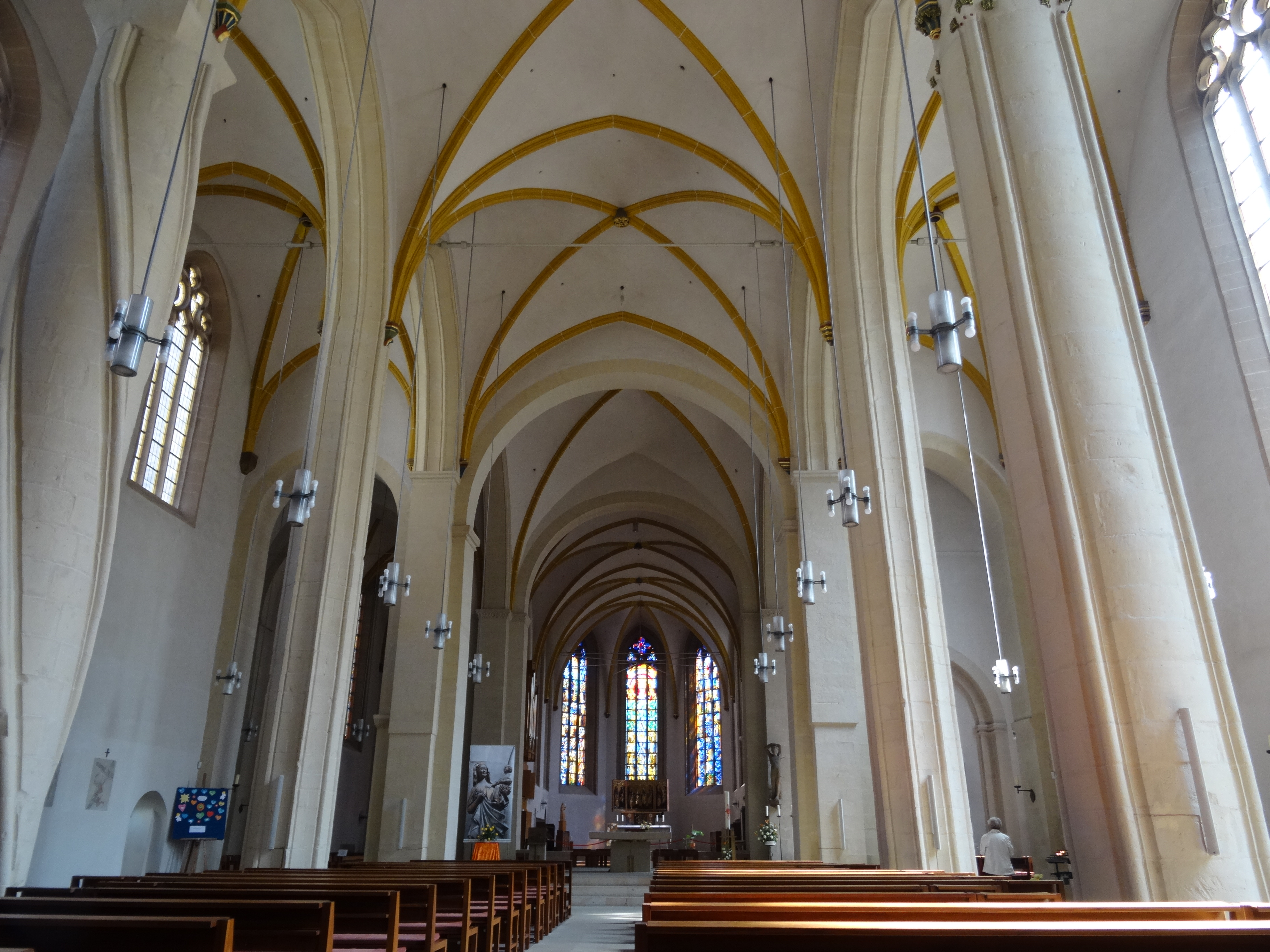
Nef centrale

### Fondation
La première pierre est posée vers 1015 par l'archevêque Gero (de), qui est enterré dans l'église après sa mort en 1022. Elle est fondée en tant que fondation collégiale. Outre Saint-Sébastien, le monastère est à l'origine également décoré du double patronage de Jean l'évangéliste et Fabien. Après avoir obtenu une relique de la tête de Saint-Sébastien, les autres saints patrons perdent de leur importance. À l'approche de l'armée d'Henri IV, la relique est transportée le long de la frontière de l'archidiocèse de Magdebourg (de). Par la suite, une procession avec la relique a lieu le 20 janvier de chaque année, de la cathédrale à l'église Saint-Sébastien. Après plusieurs agrandissements, l'église romane brûle en 1188 et 1207.

### Conversion gothique
Dans la première moitié du XIVe siècle, l'église est reconstruite dans le style gothique. L'ancien chœur, qui date probablement de l'époque de Gero, est démoli et remplacé par un nouveau, plus grand. Début du XVe siècle, la nef est remaniée dans le but de construire une église-halle de style gothique tardif. Le plan roman est conservé. Le 17 mai 1489, l'église est à nouveau consacrée par l'archevêque Ernest une fois les travaux de rénovation terminés.

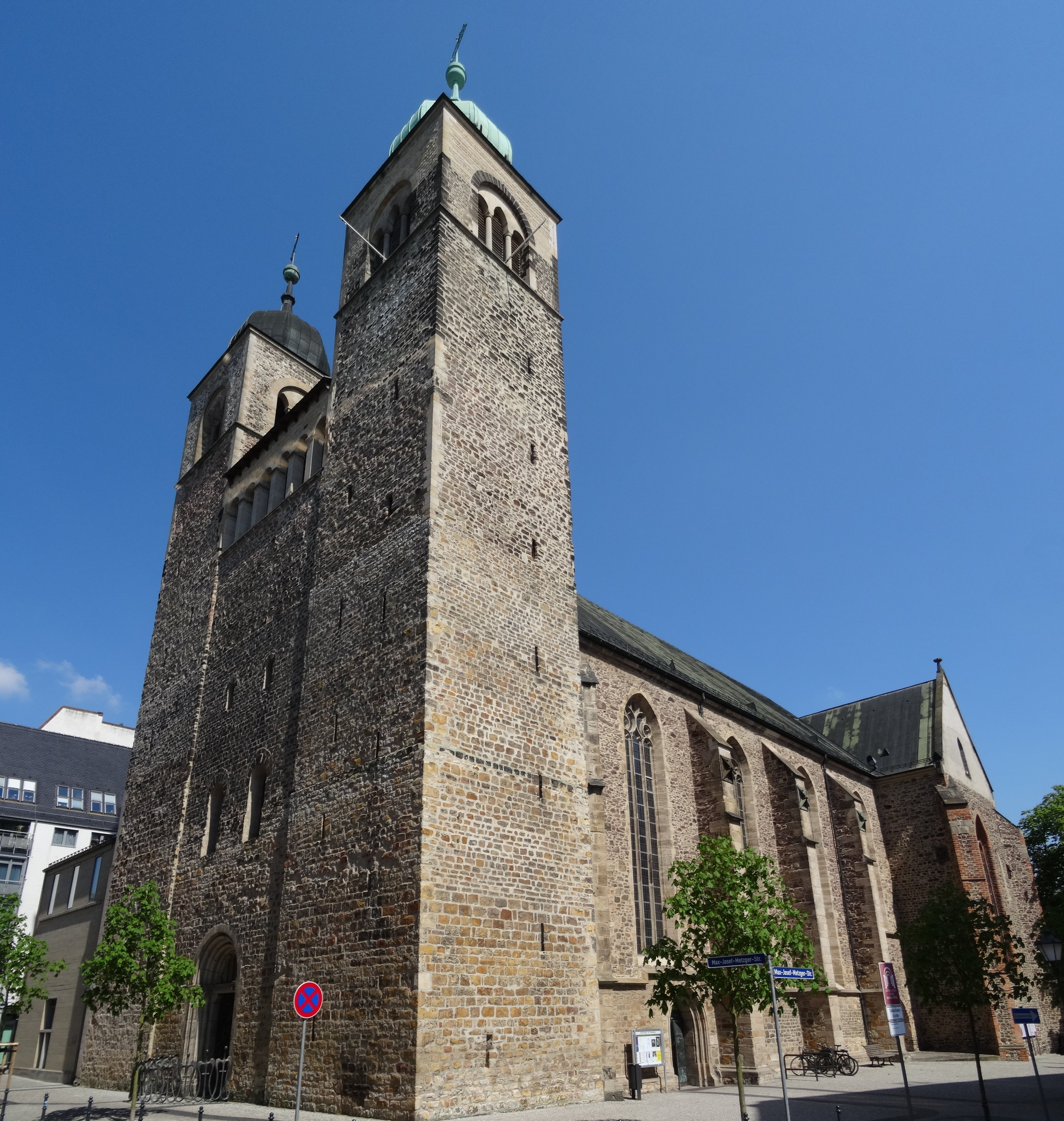
Cathédrale Saint-Sébastien du sud-ouest

Lors du siège de la ville de Magdebourg par Maurice de Saxe en 1550, des canons sont placés sur les clochers des églises pour se défendre.

### Destruction pendant la guerre de Trente Ans
Lors du sac de Magdebourg lors de la guerre de Trente Ans le 10 mai 1631, l'église brûle. Elle est encore classée en ruine en 1642. En 1663, le chœur est reconstruit et un plafond en bois en forme de voûte est ajouté. Le premier service n'a lieu qu'en 1692, 61 ans après la destruction. Un cloître situé à l'origine au nord de l'église tombe en ruine et sert alors de cimetière. En témoigne le nom de rue Cimetière, qui existe jusqu'après la Seconde Guerre mondiale. Des enterrements de citoyens respectés ont également lieu à l'intérieur de l'église.

### Utilisation comme entrepôt
À partir de 1756, il n’y a plus de services religieux. L'église sert d'entrepôt. Fin du XVIIIe siècle, la pierre tombale de Gero disparaît du chœur. Pendant l'occupation française, le monastère est dissous en 1810. Le bâtiment sert à l'armée française comme forge de campagne et entrepôt de bière, d'eau-de-vie et de sel. À partir de 1823, l'église appartient à la ville de Magdebourg et sert d'entrepôt de laine.

### Usage religieux renouvelé
Le chœur de l'église est à nouveau utilisé à des fins religieuses par les catholiques allemands entre 1845 et 1854. En 1873, Saint-Sébastien devint l'église paroissiale de la communauté catholique romaine. Une rénovation a lieu et de nouvelles voûtes en pierre sont construites. En 1878, la première messe catholique depuis la Réforme est célébrée dans l'église.

### Après la Seconde Guerre mondiale
Pendant la Seconde Guerre mondiale, lors du raid aérien sur Magdebourg du 16 janvier 1945 (de), l'église est également endommagée. Les dégâts causés à la nef sont déjà réparés en 1946. Les autres églises du centre-ville ayant été plus gravement endommagées, les différentes confessions les partagent initialement. Plus tard, les tours d'environ 44 mètres de haut sont remises en état.
À partir de 1949, Saint-Sébastien sert d'église épiscopale de l'évêque auxiliaire de l'archidiocèse de Paderborn. Dans les années 1953 à 1959 et 1982 à 1991, d'importants travaux de construction ont lieu, notamment par la pose du chauffage au sol et restaurations en cours. Une crypte épiscopale est nouvellement créée.
En 1994, Magdebourg redevient un diocèse catholique indépendant. Saint-Sébastien devient la cathédrale du diocèse nouvellement créé de Magdebourg et le siège du chapitre de la cathédrale de Magdebourg. En 2005, de nouveaux travaux de construction de la cathédrale sont achevés.

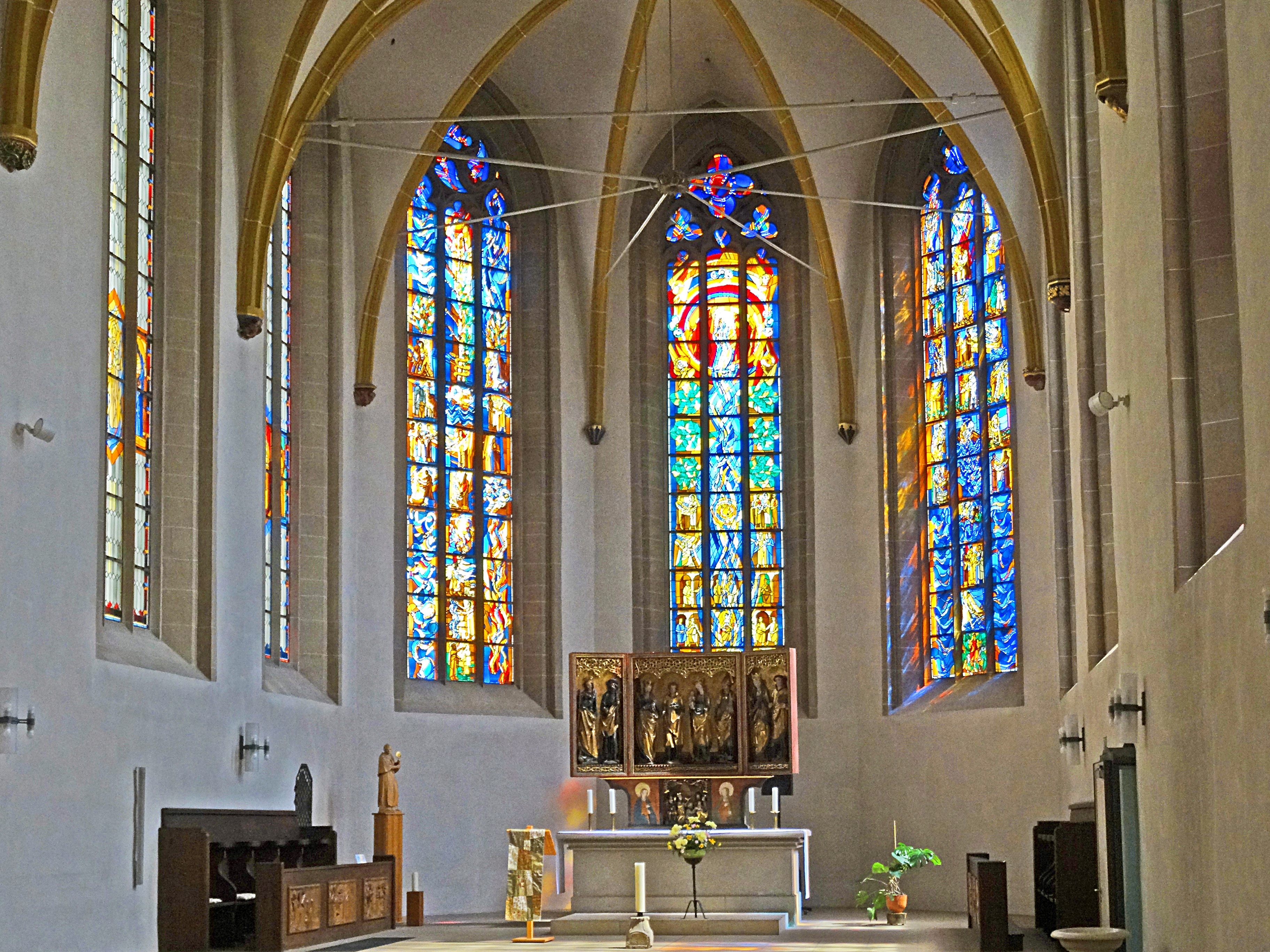
Autel gothique ailé de 1510/20 dans le chœur

L'intérieur est remanié, un cloître couvert est ajouté ainsi qu'un nouveau bâtiment de sacristie et un cimetière capitulaire . L'îlot de l'autel est partiellement remanié et un nouvel autel populaire est construit, dans lequel se trouve une relique dentaire de Saint-Sébastien, qui provient de la relique du crâne de l'abbaye bénédictine écossaise de Vienne et qui a été envoyée pour la consécration de l'autel.

## Orgues

### Orgue principal
En 1916 (selon d'autres informations 1918/19), la société Ernst Röver (de) d'Hausneindorf construisit un orgue à trois claviers avec 45 registres sur la galerie ouest. Cet orgue put continuer à être utilisé après la guerre.
En 1959, la société A. Schuster & Sohn (de) construit au même endroit un orgue avec 47 registres, trois claviers et un pédalier, ainsi qu'une façade à tuyaux libres conçu par l'artiste de Halle Fritz Leweke, qui n'a que peu de rapport avec l'agencement de l'usine. Schuster utilise cinq registres de l'orgue précédent, qui sont intégrés aux pédales ;  ainsi que leur tiroir-caisse pour le Hauptwerk, l'Oberwerk et le Pedal. À l'exception du parapet quelque peu surélevé, pour lequel Schuster construit de nouveaux tiroirs coulissants, tous les tiroirs étaient de plain-pied et occupent presque toute la surface au sol de la tour intermédiaire. L'orgue a un jeu et une action d'arrêt électropneumatiques, la disposition est influencée par le mouvement de l'orgue.

L'orgue sans buffet est susceptible d'être contaminé (chutes de plâtre, fientes d'oiseaux). L'orgue principal étant devenue injouable, Erwin Lägel, un facteur d'orgues travaillant pour la société Schuster dans la région de Magdebourg, le remet en état de marche à la fin des années 1980. Cependant, son état se détériore. Il résonne pour la dernière fois le 30 août 2001 et est vendu à la paroisse du Saint-Esprit de Dębica, où il continue à être utilisé après une rénovation complète,.
Après avoir rénové la tribune ouest, la société Eule (de) y construit un nouvel orgue en 2005. L'instrument (op. 637) est conçu principalement dans les styles classique allemand moyen et romantique moyen allemand, complétés par quelques registres du style symphonique français. Il dispose de 56 registres répartis sur trois claviers et un pédalier
Un gadget ludique est installé dans le positif de dos : il y a une trappe dans sa paroi latérale droite. Celui-ci s'ouvre lorsque vous tirez sur la butée « Vox strigis » et qu'une réplique grandeur nature d'un hibou en émerge, en référence aux constructeurs
| I Rückpositiv C–a3 |                   |         |
| 01.                | Principal         | 08′     |
| 02.                | Bourdon           | 08′     |
| 03.                | Salicional (ab C) | 08′     |
| 04.                | Unda maris (ab A) | 08′     |
| 05.                | Prestant          | 04′     |
| 06.                | Flauto dolce      | 04′     |
| 07.                | Nazard            | 02 ⁄3′  |
| 08.                | Doublette         | 02’     |
| 09.                | Tierce            | 01 3⁄5′ |
| 10.                | Larigot           | 01 ⁄3′  |
| 11.                | Mixtur IV         | 01 ⁄3′  |
| 12.                | Fagott            | 16′     |
| 13.                | Cromorne          | 08′     |
|                    | Tremulant (de)    |         |

| II Hauptwerk C–a3 |                   |        |  |
| 14.               | Praestant         | 16′    |  |
| 15.               | Principal         | 08′    |  |
| 16.               | Flûte harmonique0 | 08′    |  |
| 17.               | Gedackt           | 08′    |  |
| 18.               | Gambe             | 08′    |  |
| 19.               | Octave            | 04′    |  |
| 20.               | Spitzflöte        | 04′    |  |
| 21.               | Quinte            | 02 ⁄3′ |  |
| 22.               | Superoctave       | 02′    |  |
| 23.               | Cornett V (ab f)  | 08′    |  |
| 24.               | Mixtur major IV–V | 02’    |  |
| 25.               | Mixtur minor III  | 01 ⁄3′ |  |
| 26.               | Trompette         | 16′    |  |
| 27.               | Trompette         | 08′    |  |
|                   | Tremulant         |        |  |

| III Schwellwerk C–a3 |                              |         |  |
| 28.                  | Viola d’amour                | 16′     |  |
| 29.                  | Hohlflöte                    | 08′     |  |
| 30.                  | Cor de nuit                  | 08′     |  |
| 31.                  | Fugara                       | 08′     |  |
| 32.                  | Aeoline (ab C)               | 08′     |  |
| 33.                  | Voix céleste (ab G)          | 08′     |  |
| 34.                  | Flûte octaviante             | 04′     |  |
| 35.                  | Viola                        | 04′     |  |
| 36.                  | Nazard harmonique            | 02 ⁄3′  |  |
| 37.                  | Octavin                      | 02′     |  |
| 38.                  | Tierce harmonique            | 01 3⁄5′ |  |
| 39.                  | Piccolo                      | 01′     |  |
| 40.                  | Progressio harmonique III–V0 | 02 ⁄3′  |  |
| 41.                  | Bombarde                     | 16′     |  |
| 42.                  | Trompette harmonique         | 08′     |  |
| 43.                  | Basson-Hautbois              | 08′     |  |
| 44.                  | Voix humaine                 | 08′     |  |
| 45.                  | Clairon harmonique           | 04′     |  |
|                      | Tremulant                    |         |  |

| Pedalwerk C–g1 |             |     |  |
|                | Groß-Pedal  |     |  |
| 46.            | Untersatz   | 32′ |  |
| 47.            | Violon      | 16′ |  |
| 48.            | Principal   | 16′ |  |
| 49.            | Bassflöte   | 08′ |  |
| 50.            | Posaune     | 16′ |  |
|                | Pleno-Pedal |     |  |
| 51.            | Subbass     | 16′ |  |
| 52.            | Octavbass   | 08′ |  |
| 53.            | Cello       | 08′ |  |
| 54.            | Octave      | 04′ |  |
| 55.            | Trompette   | 08′ |  |
| 56.            | Clairon     | 04′ |  |

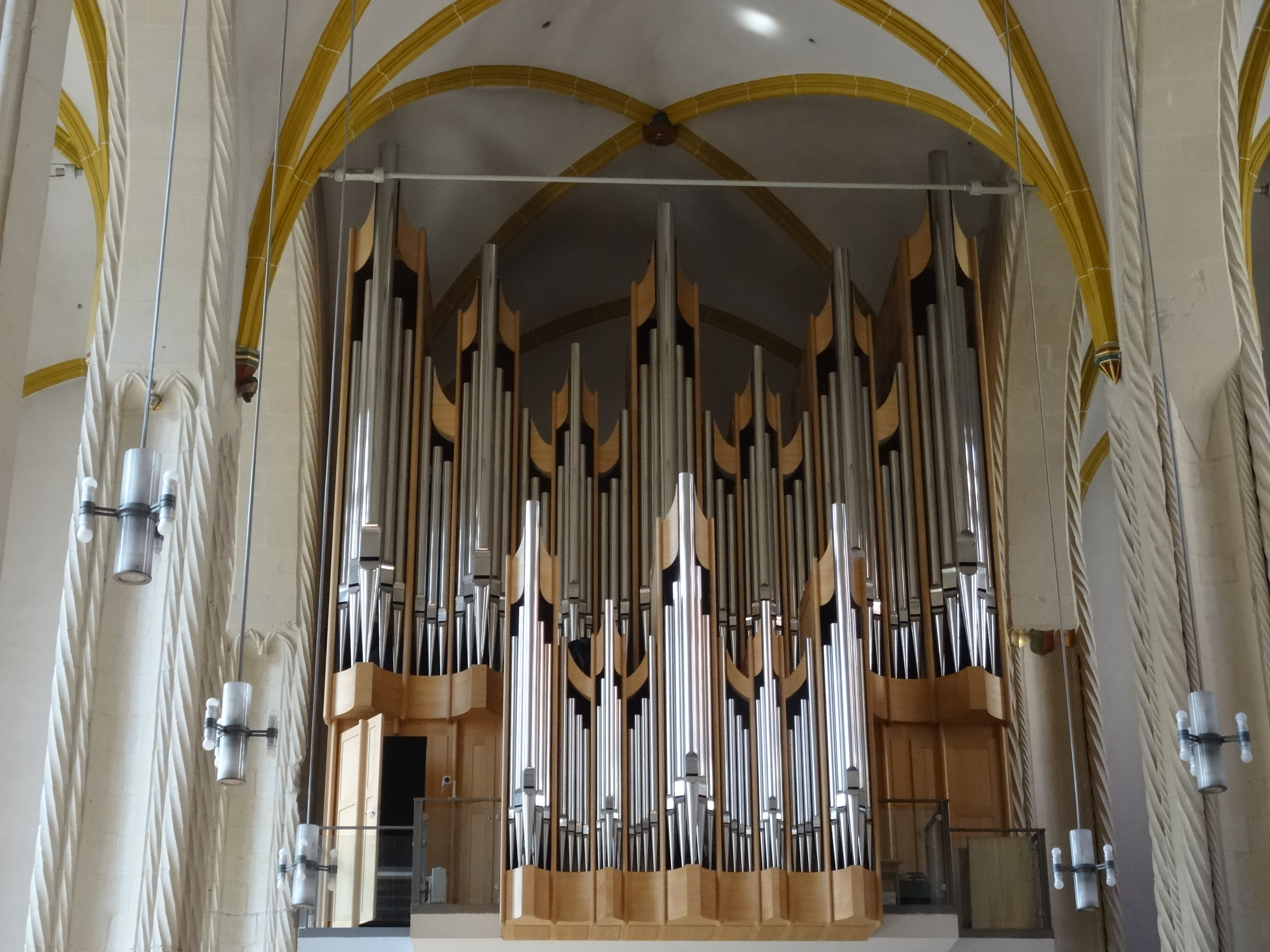
L'orgue du hibou

- Attelage : I/II, III/I, III/I 16′ mécanique, III/II, III/II 16′, I/II 16′ par écorceur d'accouplement, I/P, II/P, III/P mécanique.
- Aides de jeu :
  - Système de composition avec système décimal (10 000 combinaisons, verrouillage électrique, fonctionne avec support de stockage clé USB, système Heuss), commutation de séquence en avant et en arrière, registre crescendo sous forme de rouleau (60 niveaux, 4 fois librement programmables)
  - Manille de registre (peut être utilisée comme prolongation ou comme boucle)
  - Langues coupées
  - Aboyeur de couplage pour III. Manuel (système Eule)
  - Les tremblants peuvent être ajustés en tempo et en intensité
- Registre secondaire : Vox strigis (voix du hibou, I. Manual)

Conception de table de jeu basée sur F. Ladegast, avec des chevalets de registre arrondis.

### Orgue de chœur

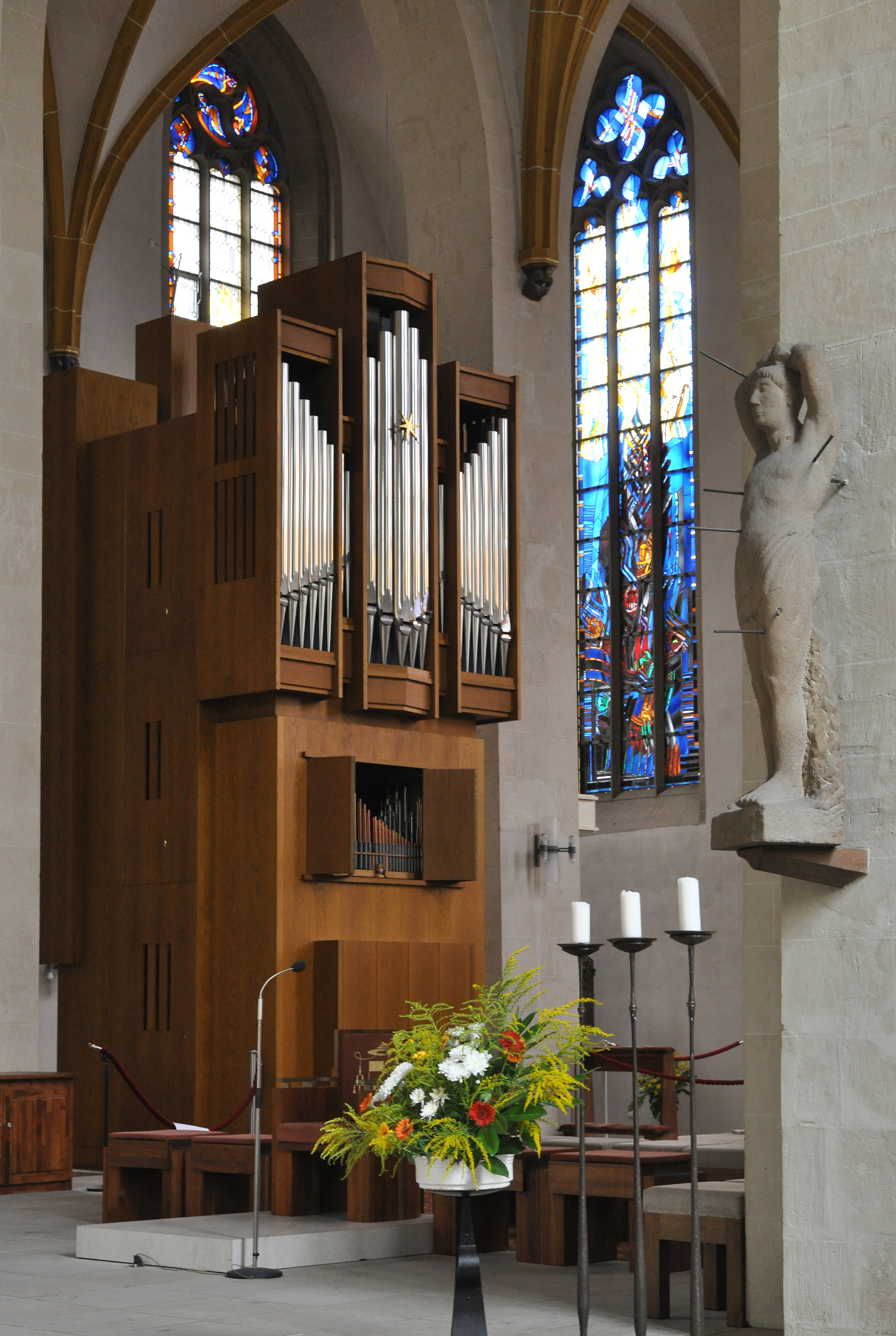
Orgue de chœur

Il y a aussi un orgue de chœur dans l'église, qui est initialement installé sur le mur ouest du transept nord et est déplacé vers le mur nord du grand chœur en 2004. Celui-ci devait avoir 19 registres sur deux claviers et un pédalier. Sa construction est commencée en 1992 par l'entreprise A. Schuster & Sohn, Zittau, mais elle est restée au stade de 11 registres initialement, puis à partir de 1999 de 13 registres. À la suite de la vente de l'orgue principal usé, la construction de l'orgue de chœur est achevée en 2001 par la société qui succède à Schuster, Welde. Lors du transfert dans le chœur, la société Welde complète l'œuvre par un registre ouvert de 16′ installé à l'extérieur de la paroi arrière du buffet, de sorte que l'orgue compte désormais 20 registres avec une transmission mécanique de jeu et de registre et une façade également conçue par Fritz Leweke. En 2017, l'orgue est nettoyé et réharmonisé par la société Vogtländischer Orgelbau Thomas Wolf (de), avec un nouveau contrôle de température selon Neidhardt
| I Hauptwerk C–g3 |              |      |         |
| 01.              | Bordun       | 16′  |         |
| 02.              | Principal    | 08′0 | [ B 1 ] |
| 03.              | Rohrgedeckt0 | 08′  |         |
| 04.              | Octave       | 04′  |         |
| 05.              | Waldflöte    | 02′  |         |
| 06.              | Mixtur       | 02′  |         |
| 07.              | Trompette    | 08′  |         |
|                  | Tremulant    |      |         |

| II Brustwerk C–g3 |            |        |         |
| 08.               | Gedackt    | 08′    |         |
| 09.               | Rohrflöte  | 04′    |         |
| 10.               | Nasard     | 2 ⁄3′  |         |
| 11.               | Prinzipal  | 02’    |         |
| 12.               | Terz       | 1 3⁄5′ |         |
| 13.               | Octave     | 01′    |         |
| 14.               | Krummhorn0 | 08′    | [ B 1 ] |
|                   | Tremulant  |        |         |

| Pedalwerk C–f1 |                 |      |         |
| 15.            | Violon          | 16′0 | [ B 2 ] |
| 16.            | Subbaß          | 16′  |         |
| 17.            | Spitzprinzipal0 | 08′  |         |
| 18.            | Gedecktbaß      | 08′  | [ B 3 ] |
| 19.            | Choralbaß       | 04′  |         |
| 20.            | Posaune         | 16′  | [ B 4 ] |

- Appariement : HW/Ped, BW/Ped, BW/HW (le tout comme train et kick).
- Registre secondaire : Zimbelstern
- Température selon Neidhardt « petite ville » (2017)

Depuis 2018, le troisième instrument de l'église est un orgue de coffre du facteur d'orgues Johannes Kircher de Heidelberg avec cinq registres. L'instrument est transposable de 415 Hz à 465 Hz en passant par 440 Hz
Le musicien de la cathédrale Matthias Mück (de) est chantre et organiste depuis 2000.

## Carillons
Un carillon en quatre parties composé de cloches en acier de l'association de Bochum (de) datant de 1955 est suspendu dans la tour sud. Les tons frappants sont : a 0 –c 1 –d 1 –f 1. La plus grosse cloche pèse 2,8 tonnes et a un diamètre de 1,98 mètre

## Évêques, clergé et structure paroissiale
Depuis le rétablissement du diocèse de Magdebourg en 1994, la cathédrale Saint-Sébastien est le siège de Leo Nowak (de), qui a pris sa retraite en 2005, et de  Gerhard Feige depuis 2005. Le conseil d'administration de la communauté et de l'association communautaire de Magdebourg-Mitte est le prévôt Josef Kuschel, chapitre de la cathédrale, soutenu par les subsidiaires (coopérateurs) et un diacre.
Le 2 mai 2010, la paroisse cathédrale Saint-Sébastien est érigée à partir de la communauté de communes Magdeburg Mitte, fondée le 1er avril 2006. En même temps, les paroisses existantes de la paroisse Saint-Sébastien, la paroisse Saint-Norbert (de), Magdebourg-Buckau, la paroisse Saint-Adalbert (de), Magdebourg-Réforme et la paroisse Saint-Jean-Baptiste (de), Magdebourg-Südost sont dissoutes et intégrées dans la nouvelle paroisse en tant que sous-paroisses. Le 1er août 2010, la direction de la paroisse est transférée au prévôt de la cathédrale, Reinhold Pfafferodt. Daniel Rudloff est curé de la cathédrale depuis le 1er septembre 2020. La chapelle Sainte-Marie (de) appartient également aujourd'hui à cette paroisse.